# Боженова Наталія
Наталія Боженова (нар. 15 січня 1969) — українська волейболістка, грала на позиції середньої блокуючої. Учасниця Олімпіади 1996 року.

## Із біографії
У складі жіночої збірної України з волейболу виступала на літніх Олімпійських іграх 1996 року. Учасниця двох чемпіонатів Європи (1997 і 2001).. 
На клубному рівні виступала за луганську «Іскру» і італійські клуби з Равенни, Палермо та Флоренції.

## Клуби
| Роки      | Команди                     |
| --------- | --------------------------- |
| 1986—1996 | «Іскра» (Луганськ)          |
| 1996—2001 | «Олімпія Теодора» (Равенна) |
| 2001—2002 | «Паллаволо» (Палермо)       |
| 2002—2003 | «Фіджурелла» (Флоренція)    |
| 2003—2004 | «Олімпія Теодора» (Равенна) |